# Grote stern
De grote stern (Thalasseus sandvicensis) behoort tot een familie van zeevogels, die verwant is aan de meeuwen en schaarbekken. De meeste sterns werden vroeger ingedeeld bij het geslacht Sterna. Analyse van DNA-sequenties heeft echter geleid tot diverse afsplitsingen zoals het geslacht Thalasseus.

## Kenmerken
De grote stern is te herkennen aan zijn zwarte kuif en snavel met een klein geel puntje.

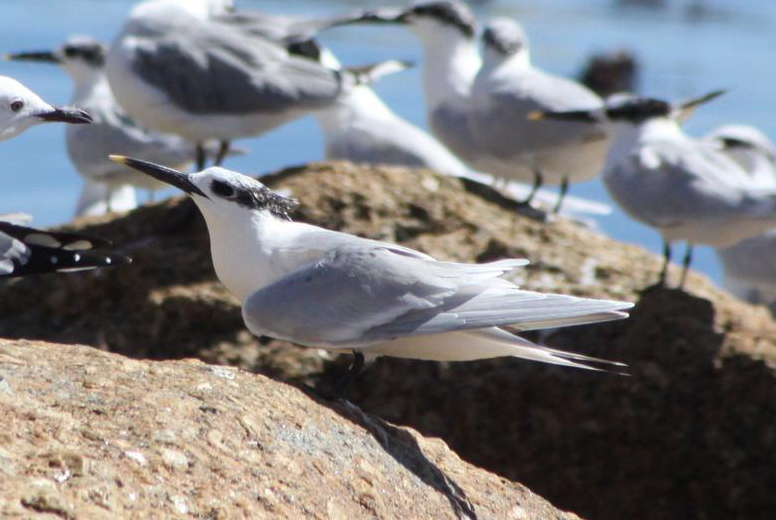
Winterkleed

## Verspreiding en leefgebied
Deze soort komt voor van noordelijk Europa tot het mediterrane gebied, de Zwarte- en Kaspische Zee.

## Voorkomen in Nederland
In de jaren dertig van de twintigste eeuw broedden er in Nederland ongeveer 35.000 paren grote sterns, vooral in het Waddengebied (Griend en Rottummerplaat) en in het vogelreservaat De Beer op het eiland Rozenburg. De populatie van De Beer is geheel verdwenen door de expansie van de Rotterdamse haven richting Europoort.
De grote stern werd een van de “icoonsoorten” van de Waddenzee. De grootste kolonie, op Griend, was sinds 1916 in bezit van Natuurmonumenten.
Toen in 1958 bij Rotterdam een proeffabriek voor het bestrijdingsmiddel Telodrin in gebruik genomen werd, en gechloreerde koolwaterstoffen als afvalstof via de Nieuwe Waterweg in de Noordzee en de Waddenzee terecht kwamen, bleven er in het hele Nederlandse Waddengebied maar 875 paren grote sterns over, voornamelijk op Griend. Na sluiting van de fabriek zijn de aantallen langzaam hersteld. Behalve op Griend vestigden zich ook voor kortere of langere tijd “satellietkolonies” op Rottumeroog, Rottumerplaat, Schiermonnikoog en Engelsmanplaat.
Een meer duurzame kolonie vestigde zich op Ameland na 2000. Het aantal broedparen (op de Feugelpôlle) varieerde daar tussen de 2 en 5.000.
In het Deltagebied waren eerst zandplaten in het Grevelingenmeer favoriet, daarna vooral de Hooge Platen in de Westerschelde. De hele Zeeuws/Vlaamse populatie bedroeg in de jaren negentig van de twintigste eeuw 3.000 tot 5.000 paar.
In 2020 bedroeg het totaal aantal broedparen in Nederland 19.250-19.500. Tot 2008 was de trend licht stijgend, daarna blijft het ongeveer gelijk.
De soort staat als niet bedreigd op de internationale Rode Lijst van de IUCN, maar valt wel onder het AEWA-verdrag. Hij staat als bedreigd op de Nederlandse Rode Lijst omdat de aantallen nog steeds niet op het peil van de jaren 1930 terug zijn en de broedbiotoop voortdurend bedreigd wordt door bijvoorbeeld baggerwerkzaamheden (Westerschelde) of verstoring (Waddengebied).

### Texel
In de eerste jaren van WOII groeide de kolonie van de grote stern op De Schorren tot 10-15.000 paren. Maar omdat de eieren in opdracht van de bezetter massaal werden geraapt, verdween de kolonie later in de oorlog. Na de oorlog herstelde de kolonie zich. In 1956-1957 broedden er opnieuw 10-15.000 paren.
Grote sterns zijn echte “zeesterns”: meestal broeden ze in gebieden met een grote natuurlijke dynamiek. Maar dat houdt ook in dat ze een grote kans lopen door natuurlijke oorzaken, zoals stormvloeden tijdens het broedseizoen, verstoord te worden.
In 1997 vestigde de grote stern zich in de Mokbaai op Texel, op het terrein van de Joost Dourleinkazerne. Die kolonie hield geen stand, maar de sterns vestigden zich vanaf 2004 aan de overkant van de Mokbaai, in De Petten. Het grote voordeel van deze vestiging was de nabijheid van foerageergebied. Grote sterns vangen hun vis vooral op de Noordzee. De aantallen broedende vogels namen toe tot maximaal 2.900 paartjes (deels in het naastgelegen gebied 't Stoar). Ook deze kolonie verdween (in 2013).
In 2012 gingen er ook grote sterns in Ottersaat broeden. Daar waren – net zoals in De Petten – schelpeneilandjes aangelegd voor de “kleinere sterns” (visdieven en noordse sterns) en voor kluten. Al meteen in het eerste jaar van vestiging brachten ongeveer 1.000 paar een aantal van ca. 1.000 vliegvlugge jongen groot. 2012 was voor Griend (met 2.796 paar en een broedsucces van nagenoeg nul) een erg slecht jaar.
In 2013 groeide de kolonie in Ottersaat tot 1.600 paar en vestigde de grote stern zich ook met 400 paar in het Wagejot, en met 1.200 paar in Utopia. In dit eerste jaar konden de jongen in Utopia niet worden geteld. In 2015 broedden er in het gebied al 6.000 paar.

## Voorkomen in België
In Vlaanderen staat de grote stern als ernstig bedreigd op de Rode Lijst. Een grote biotoop van de vogel is het kunstmatige Sterneneiland in de zeehaven van Brugge, waar ook andere sternen voorkomen.

## Video
- Video van broedende grote sternen
- Baltsende en parende grote sternen op Texel